# Ferslev (Jutlandia Północna)
Ferslev – miasto w Danii, w regionie Jutlandia Północna, w gminie Aalborg.